# تشاه أمين (غناباد)
تشاه أمين (بالإنجليزية: Chah-e Amin)‏ هي مستوطنة تقع في منطقة مركزية ريفية في إيران.